# 안양교
안양교(1993년 8월 8일 ~ )는 대한민국의 희극 배우이다.

## 방송
- tvN
- 급식왕&급식걸즈